# Římskokatolická farnost Bzí
Římskokatolická farnost Bzí (lat. Nabselium) je církevní správní jednotka sdružující římské katolíky na území vesnice Bzí a v jejím okolí. Organizačně spadá do turnovského vikariátu, který je jedním z 10 vikariátů litoměřické diecéze.

## Historie farnosti
Jedná se o jednu z nejstarších farností v litoměřické diecézi. Založena byla ve středověku, ale přesné datum jejího založení není známo. Tato středověká farnost (plebánie) zanikla za husitských válek. K obnově farnosti došlo až po třicetileté válce. Matriky jsou v místě vedeny od roku 1669.

### Duchovní správcové vedoucí farnost
Začátek působnosti jmenovaného v duchovní správě farnosti od:
- 1346   Joannes
- 1361   Mauritius z Brodu
- 1369   Martinus
- Conradus, † 1416
- 1416   Marcus
- 1641   Joannes Herrmann OFM Conv.
- 1664   Joannes Franciscus Lucerna
- 1674   Georgius Franciscus Zeman
- 1682   Joannes Adam. a Gropp
- 1695   Samuel Neumann
- 1701   admin. Georgius Koenigstein
- 1702   admin. Math. Strobl
- 1703   Michaël Josephus Proksch
- 1706   Leopoldus Paulinus
- 1724   Wenceslaus Widmann
- 1750   Carolus Anders
- 1776   Anton. Marschat, † 20. 10. 1819
- 1821   Ignat. Schimaczek, n. 15. 6. 1760 Sutticens., o. 1788, † 12. 11. 1838
- 1837   par. vacat, cap. Jos. Kruparz
- 1838   Franc. Dolensky, n. 20. 4. 1789 Boskov, o. 29. 8. 1812, † 24. 1. 1848
- 1849   Jos. Gjrak, n. 5. 12. 1810 Zl. Olešnice, 3. 8. 1835, † 8. 5. 1866
- 1867   Jos. Kruparž, n. 14. 2. 1803 Hlinsko, o. 2. 9. 1829, † 24. 1. 1871
- 1872   Jos. Pek, n. 5. 1. 1831 Wemschen, o. 25. 7. 1854, † 22. 1. 1902
- 1876   Eduard Fleischmann, n. 8. 3. 1825 Nabsel, o. 25. 7. 1849, † 4. 3. 1893
- 1893 Ignat. Muzika, n. 4. 6. 1851 Pisecens., o. 20. 7. 1878, † 24. 3. 1925
- 1926 Henric. Max, n. 16. 7. 1857  Bystřice, o. 11. 5. 1884, † 17. 9. 1935
- 1934 par. vacat, adm. Jaroslav Kostka
- 1939 par. vacat, adm. interc. Franc. Hrubý
- 1. 8. 1939 par. vacat, adm. interc. Franc. Procházka
- 1. 9. 1944 Franc. Procházka, n. 27. 1. 1913 Dvory, o. 29. 6. 1939, † 22. 9. 1977
- 1. 10. 1950 Václav Červinka
- 12. 3. 1951 Antonín Harazin
- 6. 10. 1993 Jaroslav Gajdošík
- 15. 11. 1996 Petr Kubíček
- 1. 8. 1998  Jaroslav Borucki, MS
- 1. 8. 2009 Jan Jucha, MS, admin. exc. z Železného Brodu[3]

Kromě kněží stojících v čele farnosti, působili ve farnosti v průběhu její historie i jiní kněží. Většinou pracovali jako farní vikáři, kaplani, katecheté, výpomocní duchovní aj.

## Území farnosti
Do farnosti náleží území obce:
- Alšovice (Alschowitz[4])[p 2]
- Bobov (Bobow[4])[p 2]
- Bratříkov (Bratschikow[4])[p 2]
- Bzí (Nabsel, varianta Nábzí, Nabzí[2][4])[p 2]
- Filka (Fibich[2])[p 2]
- Huntířov (Huntirsch,[4] Huntiř[2])[p 2]
- Chlístov (Chlistow[4])[p 2]
- Končiny[2][4]
- Labe (Laab[4])[p 2]
- Libentiny (Libentinky[2]), (Libentin[4])[p 2]
- Líšný 1.díl (Lischnei, varianta Lištné[4])[p 2]
- Líšný 2.díl (Lischnei, varianta Lištné[4])[p 2]
- Malá Skála (Klein Skal[4])[p 2]
- Mukařov (Mukarschow[4])[p 2]
- Prosíčka (Prositschka[4])[p 2]
- Protivná – míst část Sněhova[2][4]
- Skuhrov (Skuchrow, varianta Skuhrow[4])[p 2]
- Sněhov (Sniehow, varianta Sněhov[4])[p 2]
- Splzov (Spilsow, varianta Splzow[4])[p 2]
- Těpeře (Tiepersch[4])[p 2]
- Veselí (Wesseli[4])[p 2]
- Vranové 1.díl (Wranow[4])[p 2]
- Želeč (Scheletsch[4])[p 2]

## Římskokatolické sakrální stavby a místa kultu na území farnosti
| | Fotografie | Stavba                     | Místo      | Bohoslužby                      | Zeměpisné souřadnice             | Status       | Číslo kulturní památky                      |
| Kostel | Kostel     | Kostel                     | Kostel     | Kostel                          | Kostel                           | Kostel       | Kostel                                      |
| --- | ---------- | -------------------------- | ---------- | ------------------------------- | -------------------------------- | ------------ | ------------------------------------------- |
| 1. |            | Kostel Nejsvětější Trojice | Bzí        | bližší informace o bohoslužbách | 50°39′31″ s. š., 15°13′31″ v. d. | farní kostel | 36097/5-147 (Pk•MIS•Sez•Obr•WD) (Q24045314) |
| Kaple |            |                            |            |                                 |                                  |              |                                             |
| 2. |            | Kaple sv. Vavřince         | Malá Skála | bližší informace o bohoslužbách | 50°38′44″ s. š., 15°11′41″ v. d. | obecní kaple | —                                           |
| Některé drobné sakrální stavby a pamětihodnosti lze dohledat zde v databázi Drobné sakrální památky Zaniklé sakrální stavby lze dohledat zde v databázi Poškozené a zničené kostely, kaple a synagogy v České republice |            |                            |            |                                 |                                  |              |                                             |

Ve farnosti se mohou nacházet i další drobné sakrální stavby, místa římskokatolického kultu a pamětihodnosti, které neobsahuje tato tabulka.

## Příslušnost k farnímu obvodu
Z důvodu efektivity duchovní správy byl vytvořen farní obvod (kolatura) farnosti Železný Brod, jehož součástí je i farnost Bzí, která je tak spravována excurrendo.